# Saison 10 de Columbo
Chronologie
Saison 9 Saison 11
La saison 10 de la série télévisée Columbo comporte trois épisodes diffusés de décembre 1990 à avril 1991.

## Épisode 1:Criminologie appliquée
- États-Unis : ABC, 9 décembre 1990
- France : TF1, 22 octobre 1993

E.W. Swackhamer
- Durée : 90 minutes

- Stephen Caffrey (Justin Rowe) (VF : Fabrice Josso)
- Gary Hershberger (Cooper Redman) (VF : Ludovic Baugin)
- James Sutorius (le professeur Rusk) (VF : Patrick Laval)
- Robert Culp (Jordan Rowe, le père de Justin)  (VF : Jacques Thébault)
- Jim Antonio (Joe Doyle) (VF : Roger Lumont)
- Alan Fudge (M. Redman, le père de Cooper) (VF : Albert Augier)
- William Lucking (Dominic Doyle) (VF : Pierre Fromont)

- Lors de sa conférence, Columbo évoque la façon dont il a incriminé le coupable dans l'épisode Votez pour moi. À la fin de la conférence, un élève l'interroge également à propos de l'affaire Devlin, référence possible à l'épisode Des sourires et des armes.
- 4e et dernière apparition de Robert Culp dans la série. Ici l'acteur ne joue pas l'assassin, comme dans les précédents épisodes, mais le père d'un des deux criminels.
- Dans cet épisode, une nouvelle fois, des gadgets électroniques ont leur place. Il paraît toutefois assez peu probable que la télécommande pour l’ouverture de la voiture fonctionne, vu la distance. La télécommande se trouve dans une salle de classe et la voiture dans un parking souterrain (contrairement à la scène du début de l'épisode).
- L'épisode est inspiré du film La Corde d'Alfred Hitchcock, dans lequel deux étudiants assassinent un de leurs camarades, mettant en pratique la théorie nietzschéenne de leur professeur qui reconnaît aux êtres supérieurs le droit de tuer les êtres inférieurs.
- Columbo, fait unique, ne découvrira pas le mobile du meurtre. Justin Rowe déclarera simplement, au cours de son arrestation : « Nous l'avons fait parce que nous savions comment le faire. »

- La Musique d'intro de l'épisode est signée par le groupe  Ambrosia  , titre : Poor Rich Boy

## Épisode 2:Attention: Le meurtre peut nuire à la santé
- États-Unis : ABC, 20 février 1991
- France : TF1, 1er juillet 1994

Daryl Duke
- Durée : 86 minutes

- George Hamilton (Wade Anders) (VF : Patrick Poivey)
- Peter Haskell (Budd Clarke) (VF : Jean-François Laley)
- Penny Johnson (Maxime Jarrett dite Max) (VF : Maïk Darah)
- Robert Donner (Arnie)
- Steven Gilborn (George) (VF : Albert Augier)
- Rick Najera (Henry) (VF : Jean-Loup Horwitz)
- Marie Chambers (la secrétaire de Budd Clarke) (VF : Catherine Lafond)

Wade Anders est depuis quelque temps le présentateur d'une émission à succès appelée « Alerte au crime ». Chaque soir, en direct, des appels à témoins sont lancés à propos d'enquêtes en cours ou de meurtres non élucidés, puis les appels des téléspectateurs sont réceptionnés afin d'aider les services d'enquête. Il s'agit aussi d'une course à l'audimat en filmant des arrestations. Bref, l'émission est un succès. Anders est très imbu de sa personne et savoure cette notoriété. Il a joué précédemment de sa forte personnalité dans la chaîne de télévision pour évincer Budd Clarke, un journaliste et ancien collaborateur, lui-même la tête pensante de l'idée de base de l'émission. Clarke n'a donc pas pu devenir le présentateur de sa propre création. Il enrage de ce coup bas et veut se venger. 
Lui et Anders sont notoirement en froid depuis lors, sans que l'explication de base du pourquoi de l'éviction ne soit connue d'autrui. Le journaliste vient voir l'animateur dans sa loge en soirée. Il exulte car il a trouvé une cassette vidéo pornographique très compromettante pour le présentateur datant de bien des années en arrière. Il menace de rendre public le soir même son passé d'acteur X via un communiqué déjà écrit. Anders obtient de se rendre chez lui pour en discuter, en réalité pour préparer un assassinat. 
Anders achète des cigarettes de la marque utilisée par Clarke, notoirement gros fumeur, pour en empoisonner plusieurs au sulfate de nicotine. Il trafique aussi une disquette pour modifier un texte et modifie les images d'une cassette vidéo. 
Il se rend le soir chez Clarke puis lui fait fumer l'une des cigarettes empoisonnées. Il en meurt en une minute. L'assassin prend la cassette compromettante, modifie la scène de crime avec des cigarettes qu'il a fait se consumer seules et les place dans un cendrier. 
- 2e apparition de George Hamilton, après l'épisode : État d'esprit.
- C'est dans cet épisode que Columbo résout l'énigme avec les marques de griffes d'une chienne sur les portes de deux voitures (dont sa 403).
- Une erreur de la part de Columbo : il indique que sa Peugeot 403 date de 1950. Or celle-ci apparaît en France en 1955, et la version cabriolet (celle de Columbo) est fabriquée en 1956.
- Columbo déclare que même sa femme qui a la main verte ne peut faire repousser une haie aussi rapidement, ce qui contredit un peu ses dires dans Dites-le avec des fleurs (la remarque vaut pour la version française car dans la version originale, c'est la main verte de sa nièce).
- Petit trait d'humour aux alentours de la 56e minute. Il entre dans un sex-shop pour son enquête et il croise un type au regard un peu fou qui porte exactement le même imperméable que lui. Cet homme, probablement un exhibitionniste, lui lance : « tu vas bien t'amuser aussi ce soir j'espère... »
- Le titre de l'épisode (en anglais) reprend la mise en garde inscrite sur les paquets des cigarettes Victory, fumées par Budd Clarke et dont on voit un gros plan autour de la 15e minute : Caution : Cigarette Smoking May Be Hazardous to Your Health.

## Épisode 3:Jeux d'ombres
- États-Unis : ABC, 29 avril 1991
- France : TF1, 29 mai 1993

Alan J Levi
- Durée : 92 minutes

- Dabney Coleman (Hugh Creighton) (VF : Jacques Thébault)
- Cheryl Paris (en) (Marcy Edwards) (VF : Pascale Vital)
- Julian Stone (en) (Neddy Malcolm) (VF : Olivier Cordina)
- Sondra Currie (le sergent Habach) (VF : Sophie Réal)
- John Martin (Sam Marlowe)
- Shera Danese (Trish Fairbanks) (VF : Catherine Lafond)
- Little Richard (lui-même) (VF : Bernard Soufflet)

- Columbo déclare conduire sa voiture pour la première fois sans capote. En réalité c'est le cinquième et dernier épisode où l'on voit Columbo conduire ainsi, après  Attente,  Accident,  Match dangereux et  La Montre témoin.
- La date du meurtre est connue : le 11 mars 1991, entre 3 et 4 heures de l'après-midi.
- Quatrième apparition de Shera Danese, seconde épouse de Peter Falk, dans la série. Elle chante le générique de cet épisode[1].
- Incohérence majeure : l'assassin est censé se forger un alibi avec la complicité de son associée. Celle-ci se fait volontairement prendre en photo, pour excès de vitesse au volant de la voiture de Creighton, dissimulée derrière le masque du visage du meurtrier (à l'aveugle, car il n'y a aucune entaille dans le masque pour voir, alors qu'elle conduit). Or, non seulement elle n'était pas au courant du projet d’assassinat, mais l'épisode la montre très clairement deviner après coup que son associé est l'auteur du meurtre . Elle n’est d’ailleurs pas inquiétée à la fin du film.
- Autres incohérences :
  - La Mercedes décapotable faisant l’objet d’une contravention pour excès de vitesse a une plaque d’immatriculation sur son avant, alors qu’elle en est dépourvue au début du film.
  - Le meurtrier s’aide d’une seringue pour injecter une substance au sein d’une bouteille de champagne, au travers du bouchon. Or, cela est impossible car les bouchons de champagne sont surmontés d'une plaque de métal (dite « plaque de muselet »), le tout enserré d'un fil métallique (le muselet). Pareilles plaques ne peuvent être perforées qu'avec des aiguilles en Téflon, aiguilles qui ne furent inventées qu'en 2014.
  - La bouteille de champagne dans lequel a été injecté le somnifère a mystérieusement changé de place entre son dépôt dans le réfrigérateur par Maître Creighton et son retrait par l'amant de Marcy.
- Admirons enfin cette scène où Columbo entre dans un bar et où le véritable Little Richard se produit au piano. Columbo lui demande : « Vous êtes le Petit Richard ? »

- Le bungalow de la plage se situe à 30708 Pacific Coast Hwy, Malibu, Californie, États-Unis.